# Ananías ben Ananías
Ananías ben Ananías o Anás ben Anás (en hebreo: חנן בן חנן‎, Hanan ben Hanan; en griego antiguo: Ἀνάνου Ἄνανος, «Ananos hijo de Ananos»; en latín: Anani Ananus o Ananus filius Anani) fue un Sumo Sacerdote de Israel en Jerusalén durante la era herodiana, en la provincia de Judea.
Él es más conocido como el sumo sacerdote acusado de ordenar la ejecución por lapidación de Jacobo el Justo, según los manuscritos sobrevivientes de Antigüedades judías. Sin embargo, la opinión popular en contra de Hanan debido a este acto llevó al recién nombrado gobernador romano Luceyo Albino a destituir al sumo sacerdote, después de solamente tres meses. Ananías fue sucedido por Jesús ben Damneo; quien fue asimismo depuesto antes de finales del año.
Josefo en La guerra de los judíos considera a Ananías «único en su amor por la libertad y un entusiasta de la democracia» y como un «orador eficaz, cuyas palabras llevaban fuerza al pueblo».

## Ejecución de Jacobo el Justo y consecuencias

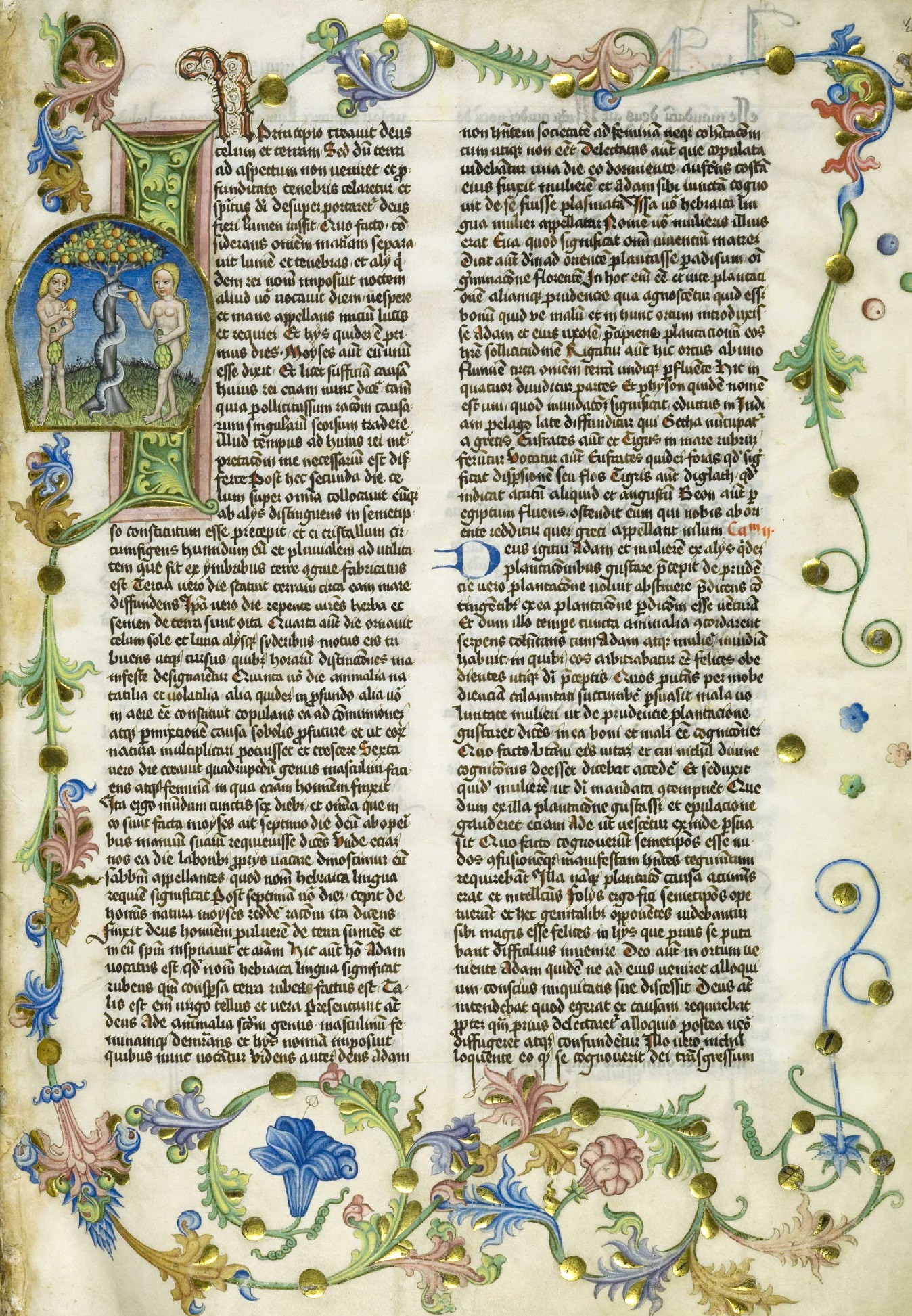
Una página de una copia de 1466 de Antigüedades judías.

El relato de Josefo de la muerte de Jacobo es como sigue:
El joven Ananías que, como dijimos, recibió el sumo sacerdocio, era hombre de carácter severo y notable valor. Pertenecía a la secta de los saduceos que, comparados con los demás judíos, son inflexibles en sus puntos de vista, como antes indicamos. Siendo Ananías de este carácter, aprovechándose de la oportunidad [para ejercer su autoridad], pues Festo había fallecido y Albino todavía estaba en camino, reunió a un sanedrín de jueces. Llamó a juicio a Jacobo hermano de Jesús, quien es llamado Cristo, y con él hizo comparecer a varios otros [o, algunos de sus compañeros]. Los acusó de ser infractores a la ley y los condenó a ser apedreados. Pero los habitantes de la ciudad, más moderados y afectos a la ley, se indignaron. A escondidas enviaron mensajeros al rey (Agripa II), pidiéndole que por carta exhortara a Ananías a que, en adelante, no hiciera tales cosas, pues lo realizado no estaba bien. Algunos de ellos fueron a encontrar a Albino, que venía de Alejandría; le pidieron que no permitiera que Ananías, sin su consentimiento, convocara al sanedrín. Albino, convencido, envió una carta a Ananías, en la cual lleno de indignación le anunciaba que tomaría venganza con él. Luego el rey Agripa, habiéndole quitado el sumo sacerdicio, que ejerció durante tres meses, nombró a Jesús hijo de Damneo sumo sacerdote.
La inmensa mayoría de los estudiosos consideran a este texto como auténtico. Por otra parte, en comparación con el relato de la muerte de Jacobo por Hegesipo, la mayoría de los estudiosos consideran a Josefo como más históricamente confiable. Sin embargo, ciertos estudiosos todavía cuestionan la autenticidad de la referencia, sobre la base de varios argumentos, pero basados principalmente en la observación de que varios detalles en La guerra de los judíos difieren de ella. A partir del punto de vista minoritario, L. Michael White considera al relato como espurio con el argumento de que no existe un relato paralelo en las Antigüedades judías.

## Actividades después de ser depuesto
Después de que Ben Hanan fue depuesto como sumo sacerdote, él continuó ejerciendo el liderazgo. «Bajo la dirección del ex-sumo sacerdote Ananías ben Ananías, ellos (el Sanedrín) exhortaron a la población para el apoyo contra los sacerdotes zelotes radicales, ya que estos ‹persuadieron a los que oficiaban en los sacrificios del Templo a no aceptar ningún regalo o los servicios de un extranjero› (La guerra de los judíos II, 409-414)». Más tarde, contabilizaba a los reclutas para luchar contra los zelotes, lucha que resultó en el Sitio zelote del Templo. Mientras estaba al mando de los judíos durante el sitio, Ananías fue asesinado por los edomitas, cuando entraron a Jerusalén gracias a los zelotes.